# Stig Møller
 Der er for få eller ingen kildehenvisninger i denne artikel, hvilket er et problem. Du kan hjælpe ved at angive troværdige kilder til de påstande, som fremføres i artiklen.

Stig Møller (født 2. november 1945 i København) er en dansk sanger, guitarist og sangskriver.
Stig Møller startede tidligt i tresserne med pigtrådsmusikken i både Blackbeat og Les Rivals, kom senere med i Steppeulvene efter en tid som folkesanger. Steppeulvene udgav i deres korte levetid et album Hip. Efter Steppeulvene mødte Stig Møller Christian Sievert og Flemming Quist Møller i grupperne Kajs Camping og Dødens Pølse, det blev en tid med bl.a. samba) og bossa nova. Efter Thylejren kom Stig Møller med i Skousen & Ingemann og i Kim Larsens fritidsband Starfuckers. Op igennem 1980´erne optrådte Stig Møller også som en del af bandet Flinkeskolen, men også som solist. I dag optræder Stig Møller jævnligt på caféen Drop Inn i København, hvor han sammen med vennen Peter Ingemann (Young Flowers, Skousen & Ingemann, Røde Mor) fremfører klassiske hits af bl.a. Steppeulvene, Young Flowers, Skousen & Ingemann, samt fra Møllers solokarriere.

## Diskografi
Soloalbum
- Kærligheden let på tå, 1972
- Til dig, 1978
- Kom og dans, 1980
- Seven Keys, 1979
- Sikke'n dejlig dag, 1994
- I Vennernes Tegn, 1997
- Livet gror – og det er skønt, 2001

Andre
- Peter Bastian & Stig Møller: Forest Walk, 1988